# Josef von Pop
Josef von Pop, též Josef rytíř z Popů (27. října 1848 Brocná – 20. července 1917 Vídeň), byl rakousko-uherský, respektive předlitavský státní úředník a politik, v letech 1909–1911 ministr zemědělství.

## Biografie
Vystudoval práva na Karlo-Ferdinandově univerzitě v Praze. Od roku 1876 pracoval ve státní službě, zpočátku na českém místodržitelství v Praze, do roku 1881 na ministerstvu zemědělství. V roce 1896 se tam stal sekčním radou, pak roku 1898 ministerským radou a v roce 1902 byl jmenován sekčním šéfem pro správu lesů. Zasadil se o rozvoj státních lesů, zřízení lesní inspekce, rozvoj lesnického vzdělávání a zalesňovacích projektů.
Vrchol jeho politické kariéry nastal, když se za vlády Richarda Bienertha stal dodatečně ministrem zemědělství coby pověřený provizorní správce rezortu. Funkci zastával v období 1. října 1909 – 9. ledna 1911.